# 前野長康
前野 長康（まえの ながやす）は、戦国時代から安土桃山時代にかけての武将・大名。織田信長に仕えた後豊臣氏の宿老となる。播磨国三木城主ののち但馬国出石城および有子山城主となる。蜂須賀正勝の義兄弟。官位は但馬守。坪内光景という別名でも知られる。

## 名称について
別名に坪内 光景。
通称は、小右衛門のち将右衛門。騎乗の才能を認められて織田信長から駒右衛門という名を賜った。元は尾張国河内松倉城の領主である坪内氏の当主・坪内勝定の嫡男であるとも言われているが、二人は僅か12歳差であり、実の親子とは考えにくい。その出自は『武功夜話』では勝定の娘婿で前野宗康の次男としている。定説や『寛政重修諸家譜』には勝定の嫡男であり、実名は坪内光景であるとされる。
なお、松倉城は戦国時代は尾張国葉栗郡にあったが、安土桃山時代の木曽川の洪水の後の境界変更により、美濃国羽栗郡に変わる。

## 生涯

### 出自と前歴

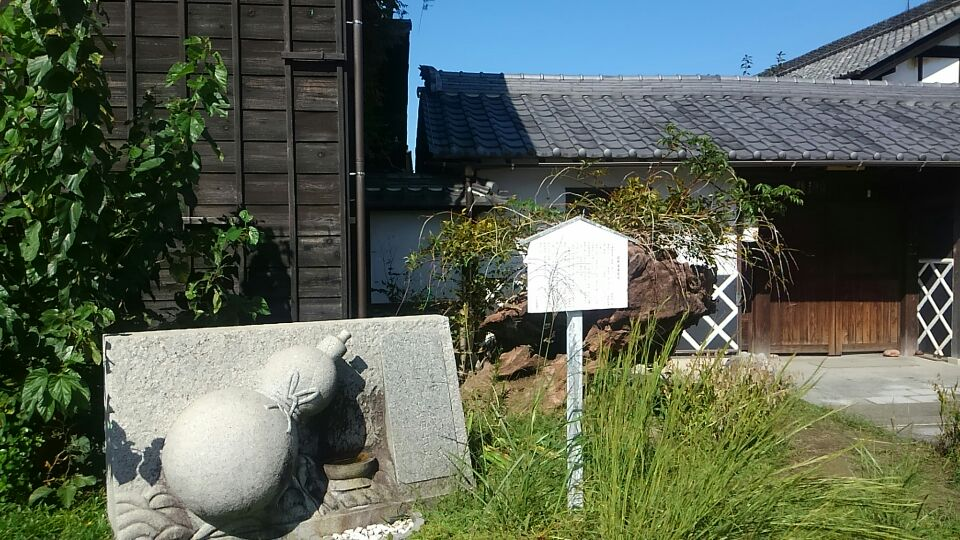
前野村八屋敷の一角とされる現存の前野家屋敷跡

大永8年（1528年）、岩倉織田氏の軍奉行である前野右京介宗康の次男に生まれる。生年は天文7年（1538年）ともされるが信憑性は低い。前野村八屋敷の小次郎丸に住したとされる。
幼名は喜太郎の後に小太郎と改める。元服して通称を小右衛門と名乗る。小右衛門の小の字は前野家当主が代々通称に使用してきた通字である。
越中国の牢人である遊佐河内守に兵法を学び、遊佐伝書なる兵術書を読んだという。蜂須賀正勝とは義兄弟の契りを結んで川並衆を率い、生駒屋敷の生駒氏との縁で木下秀吉ともこのころから関わりがあったとされる。
弘治2年（1556年）9月、斎藤義龍が美濃国明智城攻めを始めると、犬山織田家の援軍として父・宗康や伯父の正義とともに明智城へ出陣したとされるが不明。結果として伯父の正義は討ち死に、家督は正義の弟で長康の父である宗康が継承した。

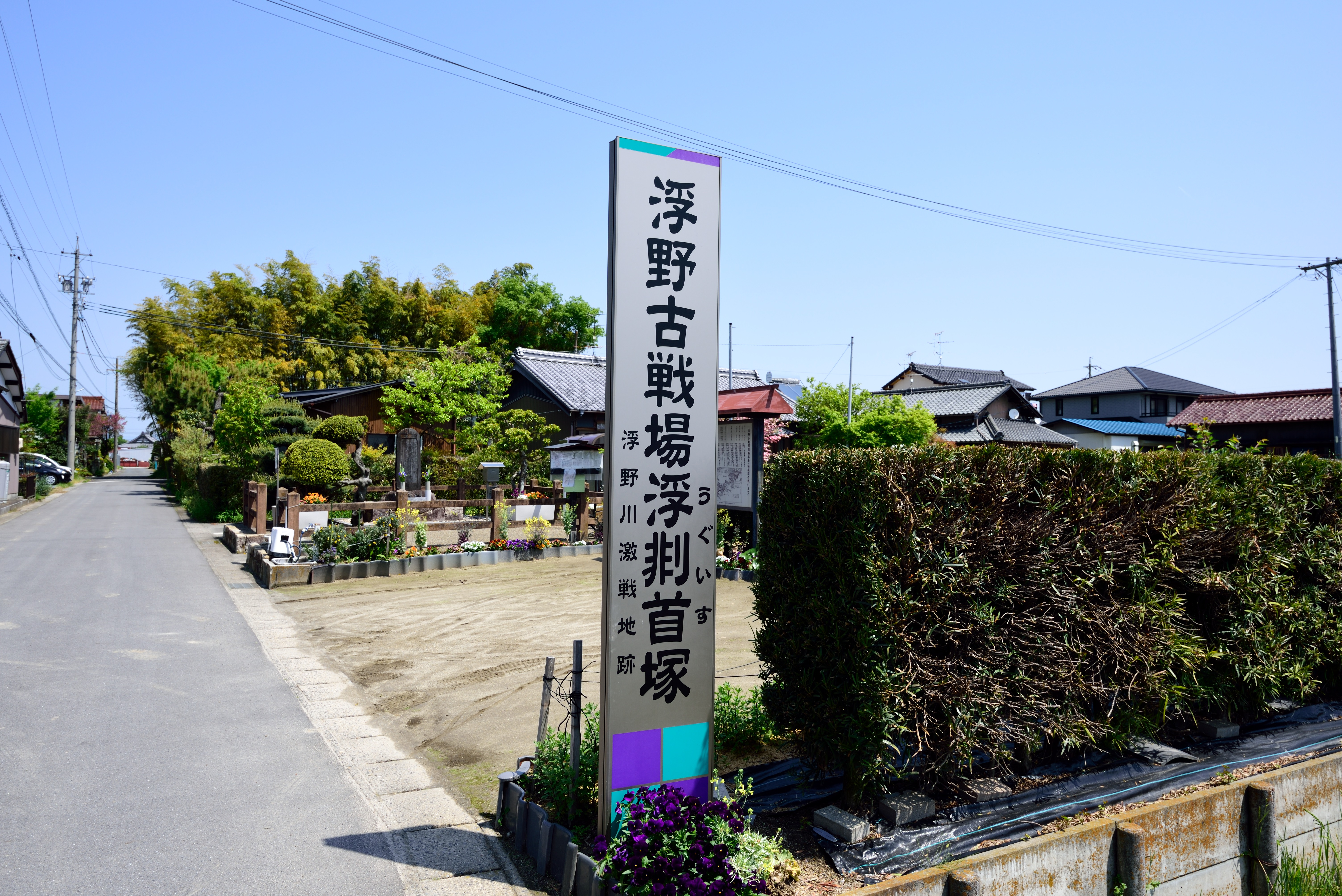
浮野合戦場跡

永禄元年（1558年）、織田信賢と織田信長との戦い・浮野の戦いに父・宗康とともに岩倉方として出陣する。
この戦い以前からも秀吉から織田弾正忠家への誘いがあったが、戦いの後に岩倉織田氏が滅亡すると、父宗康と長康は生駒屋敷で信長に拝謁し、信長より丹羽郡五日市場に四十五貫文を賜わる。また、長康は信長に騎乗の才能を認められ、駒右衛門の名を賜った。
この際長康は清洲城軍奉行の滝川一益配下に入れられたが、朋輩衆との口論の末に信長から勘当された。それからしばらくの間は河内松倉城の前野時氏の元に身を寄せ、一党と屯していたという。
一方、『信長公記』巻首の「一、前野但馬守辨慶」には、同年9月に飯尾近江守に付けられるとある。
永禄3年（1560年）3月、駿河国の今川義元が上洛を始めるという風聞が広まると、褒美を得る好機と捉えた長康・正勝らは三河国へ一党の者を散在させ、今川領との境の様子を伺っていたという。百姓になりすまして今川義元軍に酒や勝栗などを献上した。織田信長率いる軍勢が桶狭間の今川軍を攻撃し始めると、織田方が優勢と見た正勝・長康らは織田軍に味方し今川軍を攻撃した。
また、この頃に父の宗康が病死し、兄は信長の命令で小坂家の養子となっていたので、再び前野を名乗って前野家当主となり、前野党を率いる立場になる。

### 秀吉最古参の家臣へ
後に藤吉郎秀吉に仕え、秀吉が織田信長に仕えていた頃からの最古参の家臣となる。秀吉の重臣として認知されてはいるが、実際に報酬の手配をしていたのは織田家で、名目上は信長の家臣と云える。しかし、あくまで陪臣であるとして、信長の家臣とは名乗らなかった。

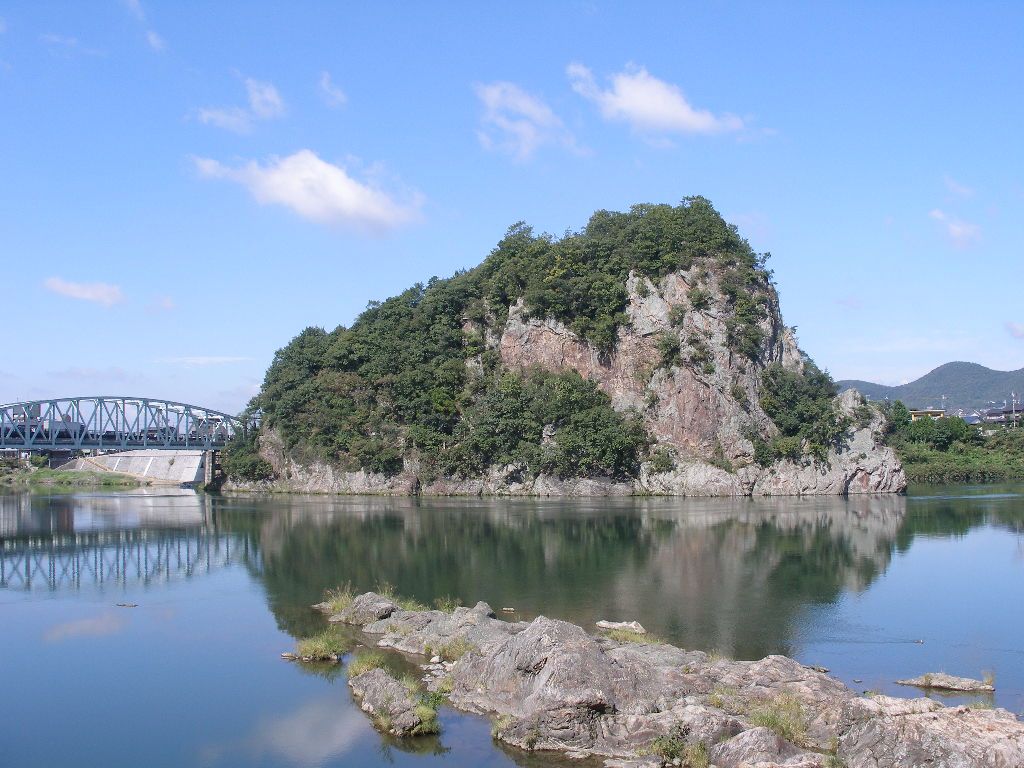
鵜沼城址

永禄7年（1564年）5月、美濃斎藤氏との戦いの中で、木下秀吉による鵜沼城攻めの召集を受け、蜂須賀党らと共に坪内衆の待つ松倉城に参陣した。蜂須賀正勝とともに対岸の伊木忠次を調略するよう仰せつけられ、稲田植元、松原芸定らを率いて伊木山城に向かった。伊木忠次と川並衆は昵懇の仲だったのですぐに開城に至った。
伊木山の山麓に布陣し、手筈通りに伊木忠次を味方に引き入れ伊木山城を手に入れると、合図の狼煙を待った。木曽川の上流から敗走し、鵜沼城を目指して川を下る敵部隊に、船を漕ぎ寄せ弓鉄砲を撃ちかけたという。この作戦は見事に成功し、数十艘の船を分捕ったという。このとき鵜沼城開城で手柄を立てた坪内利定は義理の（もしくは実の）弟である。
永禄8年（1565年(年代は諸説あり)）、通称を将右衛門に改める。

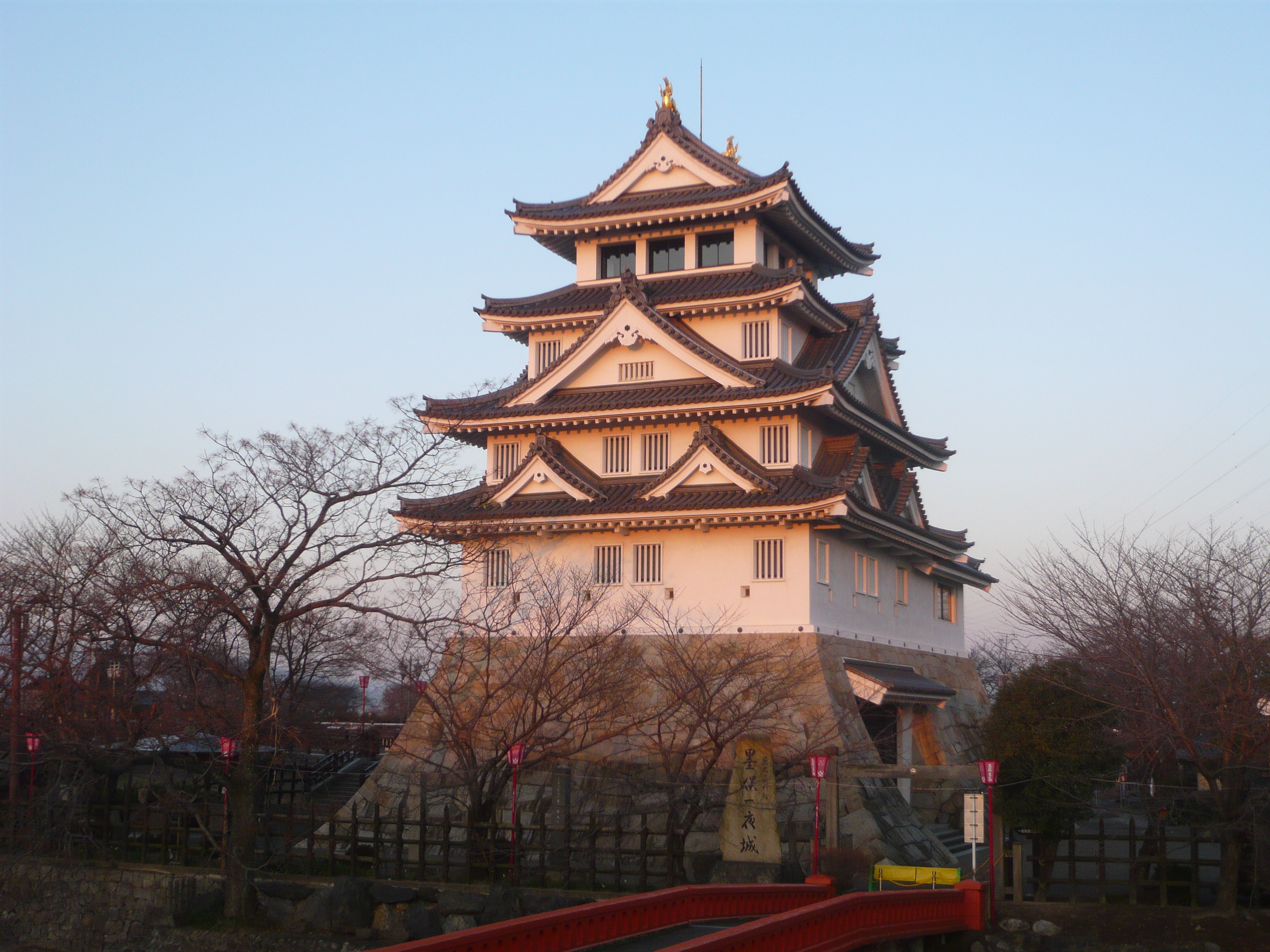
墨俣城模擬天守

永禄9年（1566年(年代は諸説あり)）、主君秀吉が信長から墨俣築城の命令を受けると、蜂須賀党や坪内衆らと共に松倉城に集まった。長康は正勝らと百姓の姿をして密かに瑞龍寺山に入り、放火のための薪を用意した。当日、裏山にまわった前野党により火の手が上がると、合図の狼煙をあげ、秀吉が木下家定らを率いて稲葉山城硝煙蔵に放火し、坪内党が城下町に火をかけた。風に煽られて稲葉山城や瑞龍寺山が火に包まれ、作戦は成功した。その隙に坪内党をはじめとする川並衆らが墨俣に砦を築いた。これが俗に言う墨俣一夜城である。墨俣城の建築方法については諸説ある。
永禄11年（1568年）5月、織田信長による伊勢侵攻にも参陣したとされる。阿坂城攻めの軍議中に、議場の寺の法師が木造具政の助命を嘆願するので住職に聞き糺したところ、この法師は具政の実子であったといい、後に滝川三郎兵衛となった。同年9月の上洛軍による六角氏攻めの際は近江国箕作城攻めに参陣し、木下勢旗下として長康らの得意とする夜襲をかける（観音寺城の戦い）。
元亀元年（1570年）4月、信長による越前朝倉家攻めの際には、朝倉家一門の朝倉景恒が守る金ヶ崎城攻めで貢献した。その後の浅井長政の裏切りによる撤退の際には秀吉のもとで殿を務めた（金ヶ崎の退き口）。同年7月の姉川の戦いの後に秀吉が横山城代に任じられると、長康も城番となった。同年、京都奉行村井貞勝の手伝いのため二条御所に参じ、浅野長政、木下家定とともに京都御所警固に当たった。
同年9月中には浅井勢に備えて虎御前山に陣取っていたが、浅井・朝倉勢による進軍と森可成討死（宇佐山城の戦い）の報せを受け、浅井・朝倉勢の東岸南下を防ぐため、平手汎秀とともに2000余の軍勢を率いて竜ヶ洞口に向かった。同年10月21日、野洲郡菩提寺山の六角義賢一揆衆を一柳直次とともに攻め、同年11月18日にはこれら一揆勢を取り鎮めて志賀御陣に駆け付けた。その後、磯野員昌の籠る佐和山城の包囲に加わる。勅命を受けて織田・朝倉間で和議が成立し織田軍が岐阜に引き上げると、近江の交通遮断を命じられた秀吉のもとで横山城を固め、ここで年を越した。

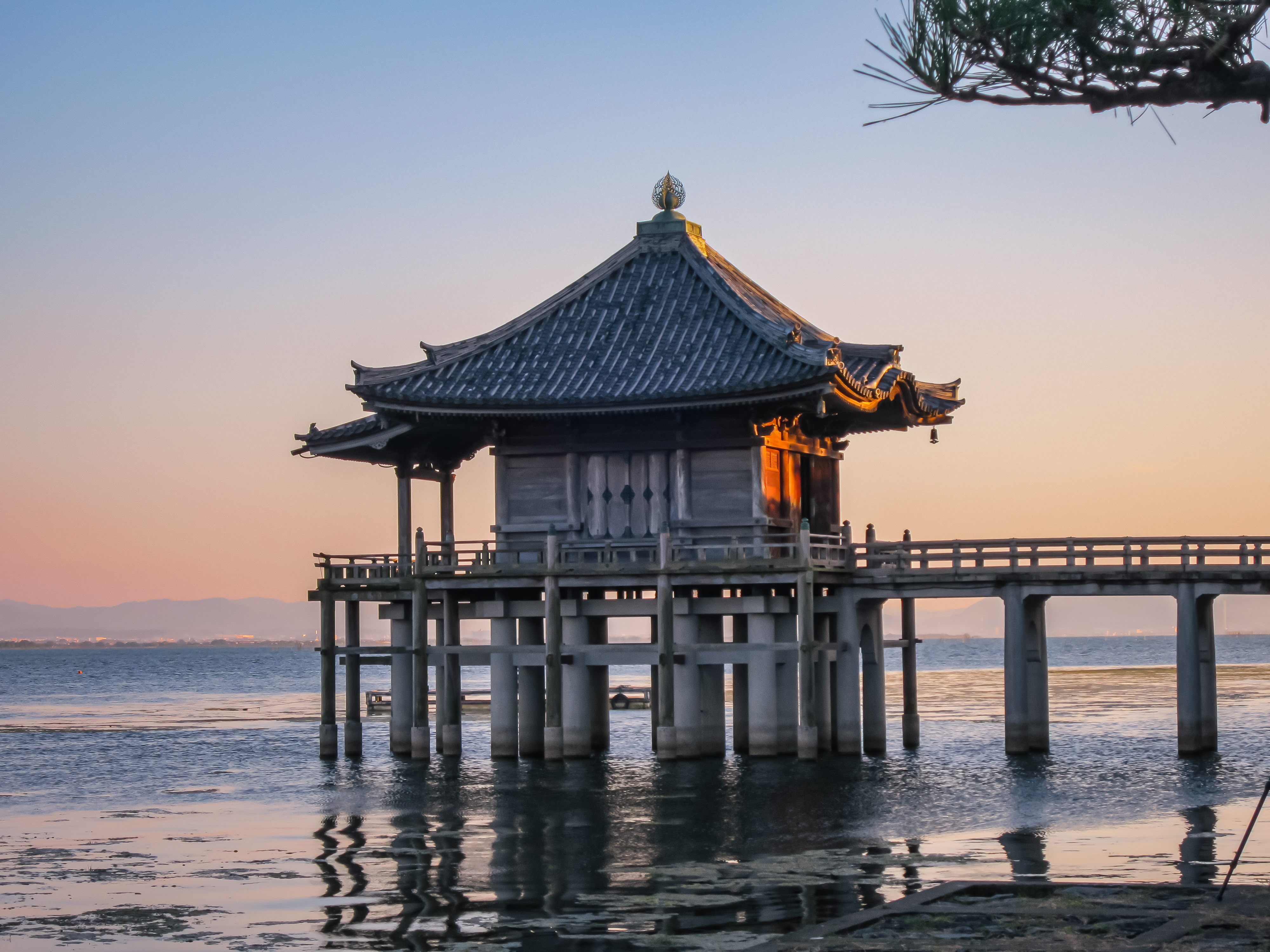
満月寺浮御堂

翌年（1571年）正月、禁中にて節会の催しのため秀吉に従って京都に向かい、洛中二条城の宿舎の警固を務めた。同年2月3日に横山に帰城したのち、雪解けを待って琵琶湖水上の糧道を封鎖し、佐和山の磯野勢を孤立させたうえで三方から包囲を敷いた。長康、正勝両人は秀吉の書状を磯野員昌に伝え、城兵の助命を条件に開城させた。このとき長康は員昌の武辺を惜しんで漢詩を詠んだ。同年に浅井長政が軍勢を率いて堀元積を攻めると、援軍として箕浦に赴き、中入りの戦術を仕掛けて軍勢を押し退けたという。同年9月、比叡山焼き討ちの際には、志賀から浮御堂、及び西教寺浦の湖上の節所を固め、御諚により延暦寺を逃れた僧を逃さぬよう見つけ次第討ち取ったという。これら江州での手柄について、太田信定が前野村の前野義康に逐一伝えていたとされる。長康が江州より清須に向かう道中に一族のもとへ立ち寄り、妻や嫡子の小次郎、娘の刀弥と加弥を見舞った。
その後も秀吉の配下として武功を挙げ、播磨国三木城別所攻めに貢献し、三木城を改修し城主となる。この時期、播磨国の守護は姫路城の羽柴秀長が担っており、播磨東部に三木城主の長康が、西部に龍野城主で長康義兄の蜂須賀正勝が置かれていたという。この時期から秀長傘下となった。
天正10年（1582年）6月2日、本能寺の変発生の際は三木城の守備にあたっており、細川藤孝からの密使によって明智光秀の謀反を知ったという。中国大返しの際は、姫路在番の真野助宗に明智勢の播州乱入を警告し、摂津国に偵察隊を派遣して上方の情勢を秀吉に報告した。蜂須賀正勝とともに尼崎城の池田恒興の調略を命じられたが、恒興家臣で旧知の間柄である伊木忠次が良いように取り計らって調略は成功した。山崎の戦いのときには先鋒羽柴秀長隊に軍監として参陣したという。同年12月3日、織田信孝に岐阜に留め置かれた織田三法師（秀信）の奪還を名目として安土城に集められた岐阜攻めの軍勢に、二番隊播州衆を率いて参戦した。
同11年（1583年）4月16日、対立した柴田勝家らとの合戦に向けて近江長浜で軍議を行った際は、一門衆や参謀の者らと評定に同席したという。翌日、加藤光泰を先鋒とする岐阜攻撃隊のうち四番隊の二千人余りを率いて参戦した。
その後は、秀吉が天下人に上る過程の、天正11年（1583年）の賤ヶ岳の戦いに四番隊の将として、天正12年（1584年）の小牧・長久手の戦い、天正13年（1585年）の四国攻めに軍監の一人として参加し武功を挙げた。

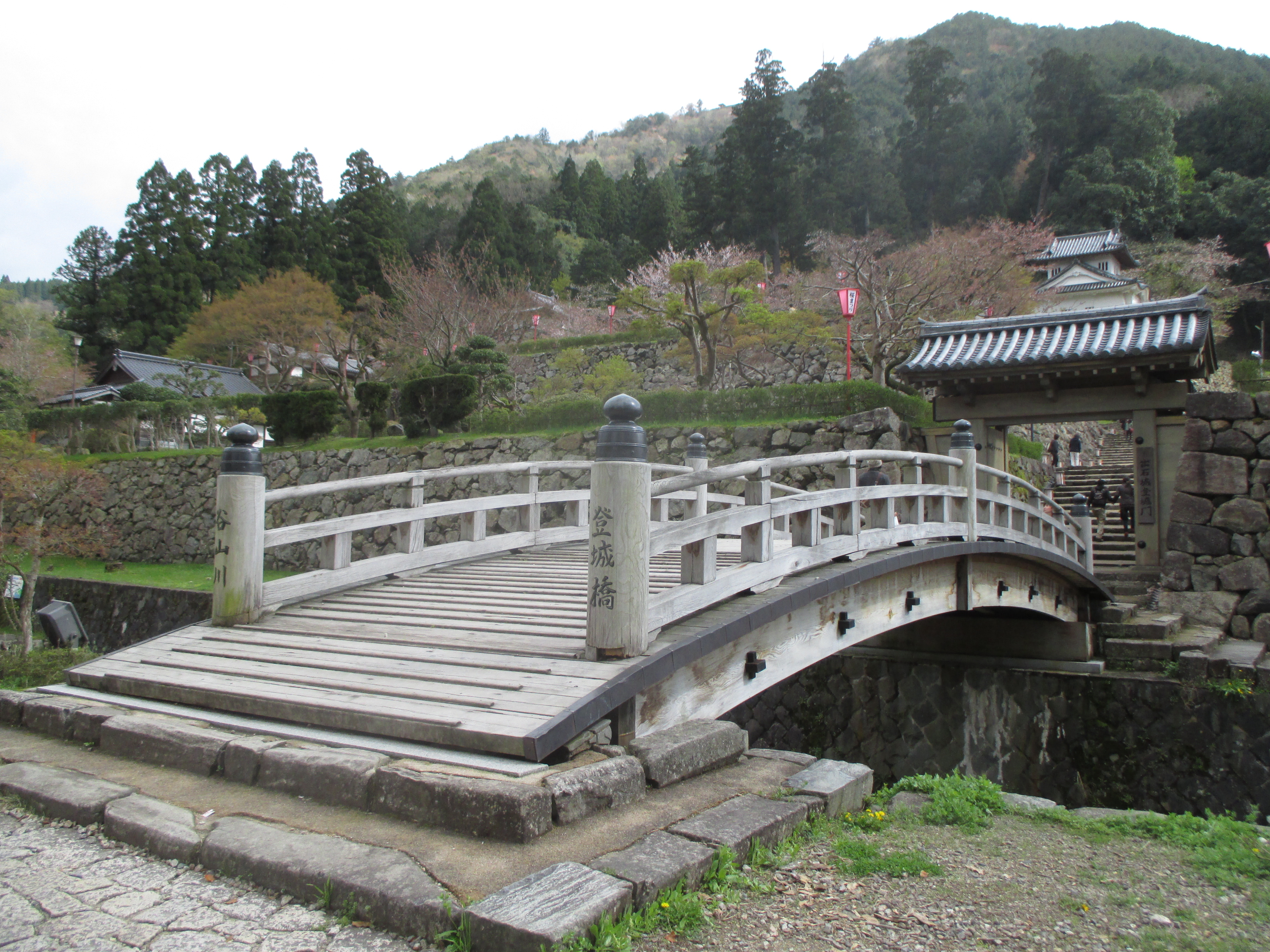
出石城登城橋と登城門、有子山城跡

同年閏8月、これらの功を認められ播磨国三木から羽柴秀長旧領但馬国出石に5万3,000石で加増移封された。長康の兄である小坂雄吉の小坂氏はこの出石郡小坂郷から出ている。なお有子山城主も兼ねていたようである。

### 天下統一と政権成立
豊臣政権下では聚楽第造営の奉行を務め、城下千本屋敷に住して政務を取った。出石城には出石家老こと国元家老の前野宗高や娘婿の前野忠康らを置いた。同年の記録にはこの時、但馬七郡7万5,000石と在京料山城において1万4,000石の合わせて9万石を領していたという。
聚楽第城下に屋敷を持っていたが、千本屋敷がこれを指すかは不明。聚楽第城下屋敷は黒門通と椹木町通の交わるあたりを中心に、北に毛利輝元屋敷、東に直江兼続・上杉景勝屋敷、西に宇喜多秀家屋敷、脇坂安治屋敷、加藤嘉明屋敷が並んでいたという。

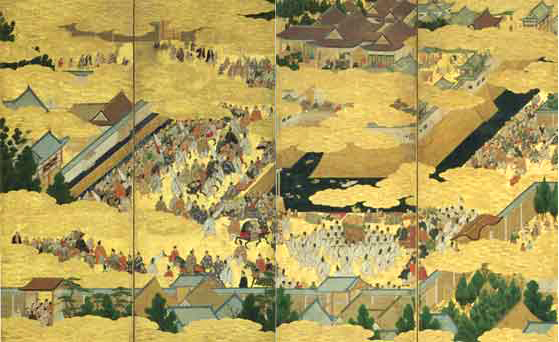
『後陽成天皇聚楽第行幸図』
（堺市博物館収蔵）

天正16年（1588年）4月14日の後陽成天皇聚楽第行幸の際にはその饗応役を務め、烏帽子に素襖袴立の出で立ちで口上を述べながら行列を先導した。
天正18年（1590年）の小田原征伐にも参加し、韮山城攻略のために上山田城を築いた。この上山田城に本陣を置き、織田信雄の指揮下として蜂須賀家政、稲葉貞通らとともに韮山城を攻略したといわれている。北条家当主（もしくは隠居）への上洛催促の際、北条家に人質として差し出されることになっていたともいう。

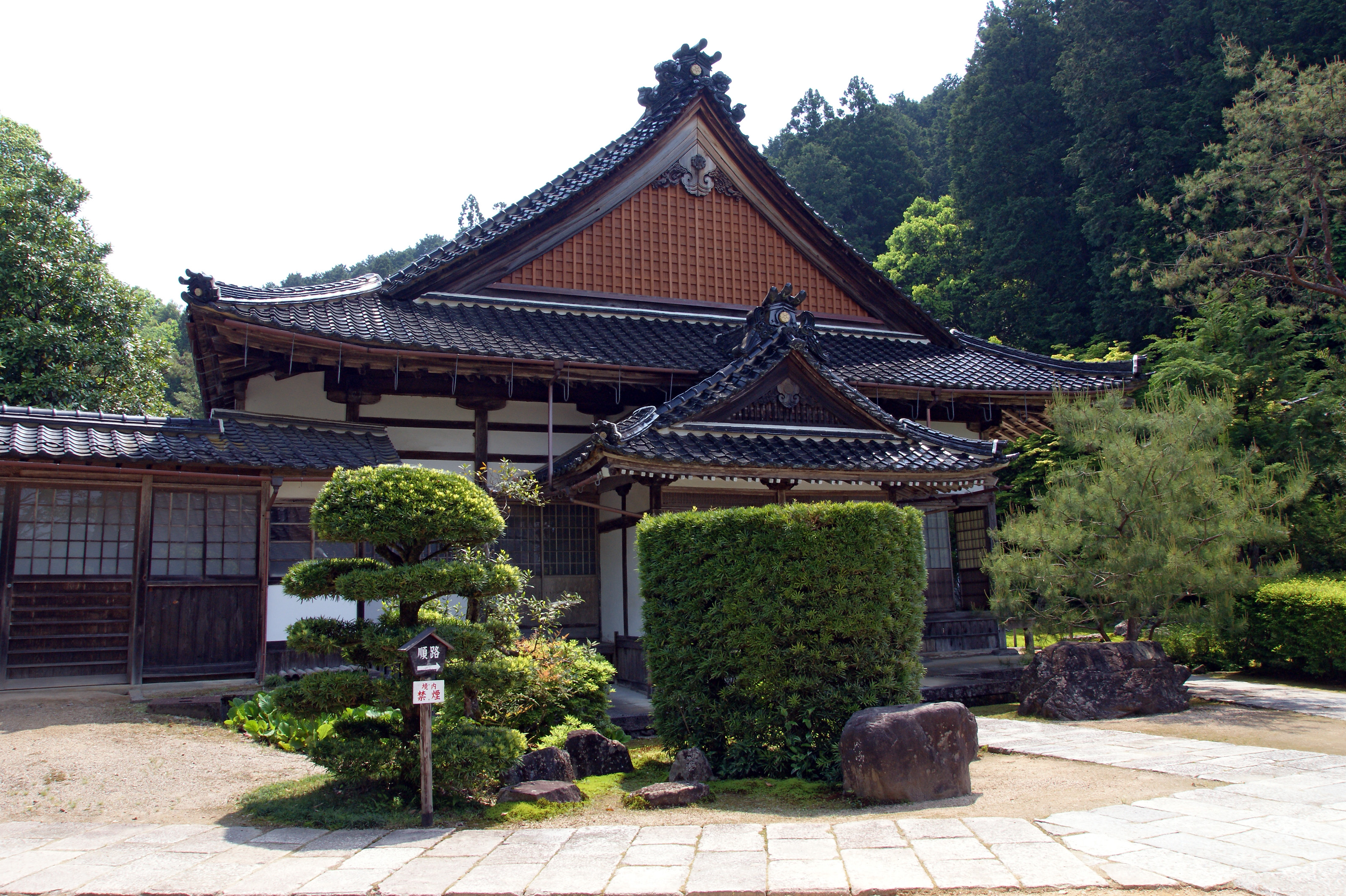
圓覚山宗鏡寺本堂

天正19年（1591年）、大徳寺から春屋宗園弟子の薫甫宗忠を宗鏡寺の住職に招いた。沢庵宗彭がこれに師事したという。
文禄元年（1592年）の文禄の役では、四軍監および奉行衆の一人として、兵2,000名を連れて宇喜多秀家（総大将、豊臣秀家）率いる第二軍に参加した。肥前国に陣城を築き、現在も佐賀県唐津市に前野長康陣跡として石垣と郭が残っている。朝鮮上陸後は幸州山城攻めの戦い（幸州山城の戦い）などの戦線で戦った。明国勢の猛攻に遭い、前野定時ら多くの家臣や一門を失ったが奮戦した。これらの武功により、11万石に加増されている。

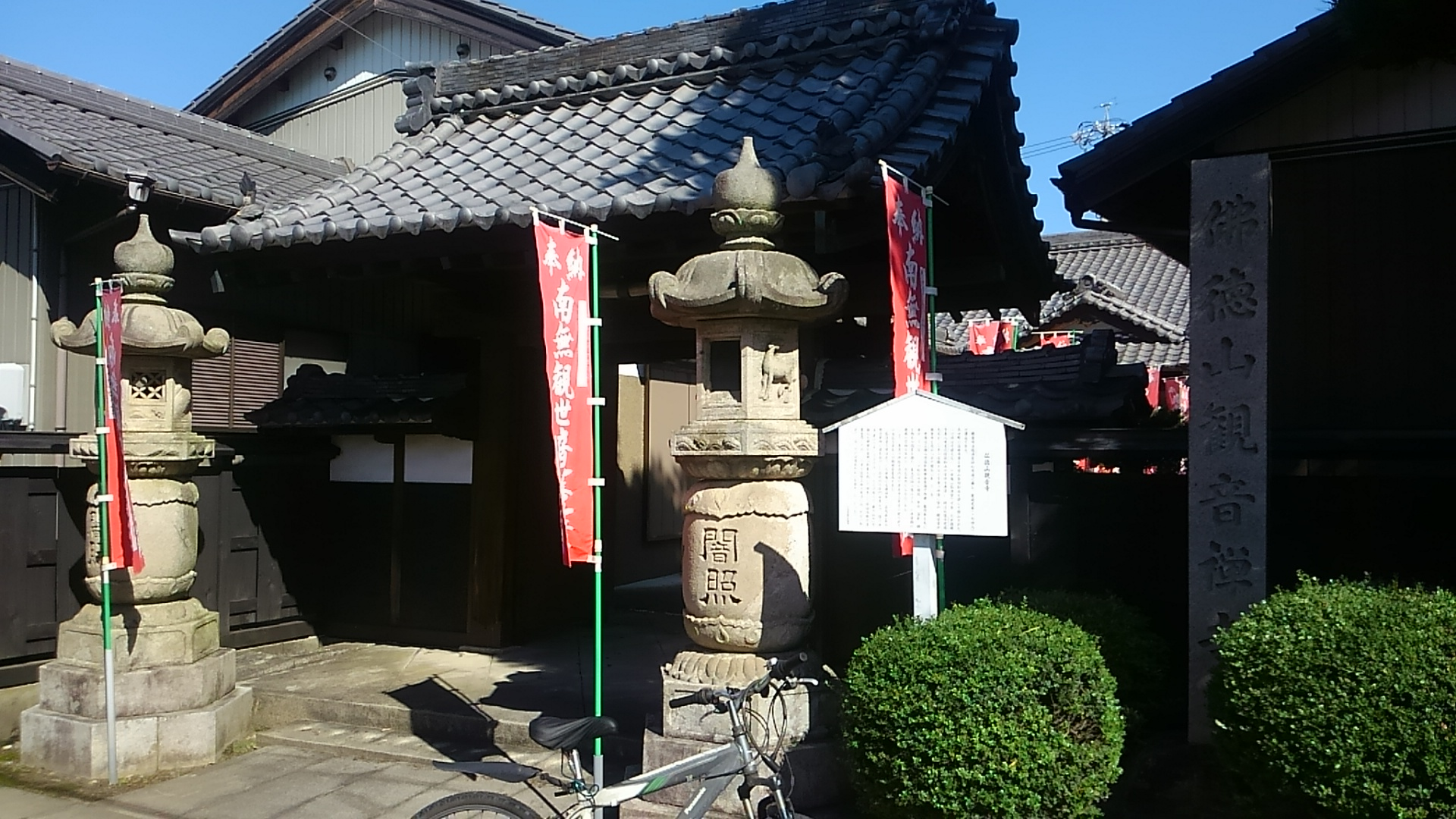
菩提寺の観音寺

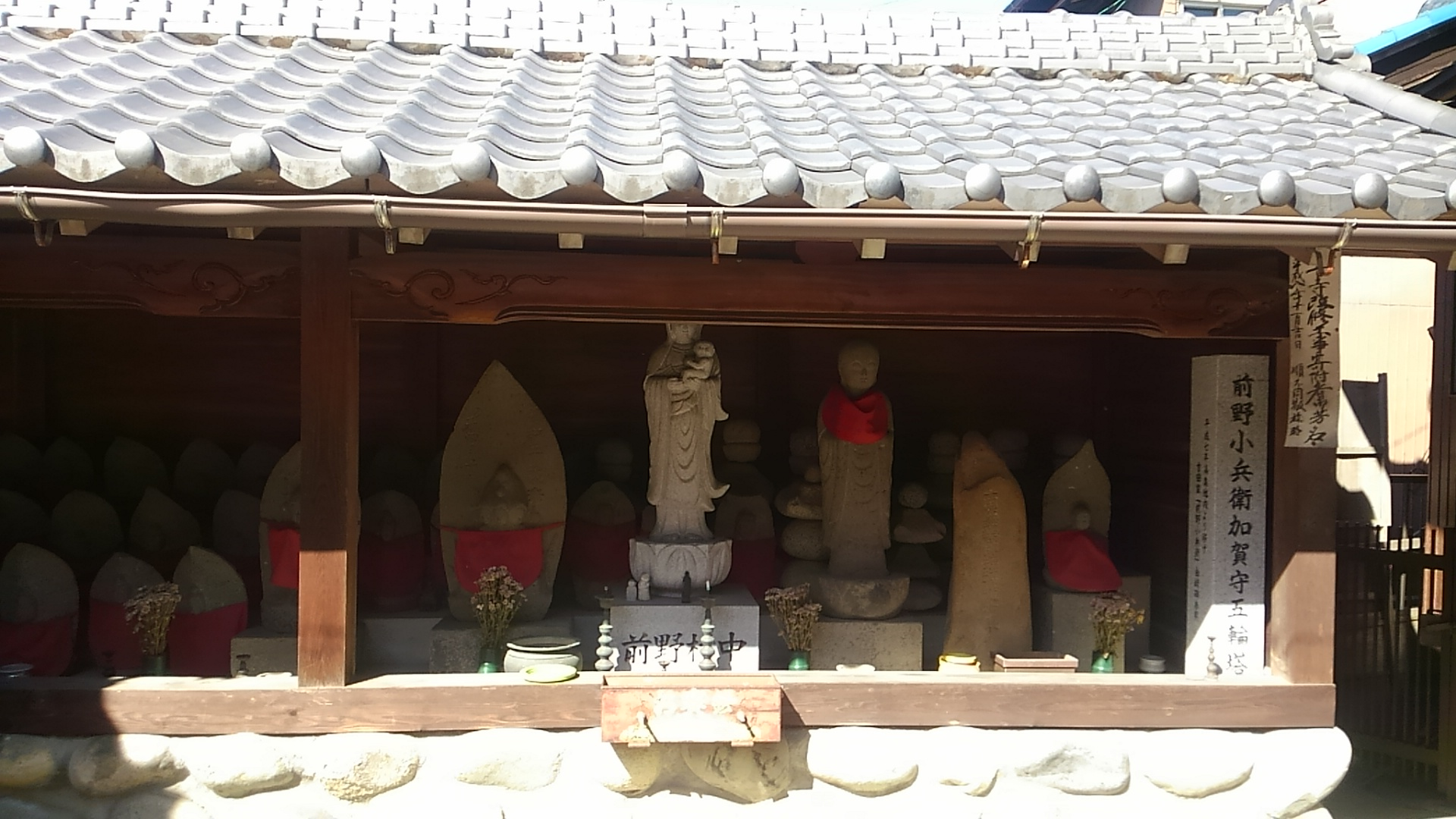
前野家一族の供養塔

豊臣秀次付の宿老および後見人となった後、文禄4年（1595年）に秀次が謀反の罪により秀吉に自害させられると、長康も秀次を弁護したことから連座として罪に問われて中村一氏屋敷に身柄を預けられた。一部の資料には駿河府中と記されるが、一氏の国元屋敷ではなく伏見屋敷である。その後嫡男の景定が自害を命じられると、それを追って京都伏見の六漢寺にて前野清助の介錯のもと切腹した。数歳享年68（満67か）歳。この時長康は
という辞世の句を読んだ。

### 秀次事件に連座自決の後
この長康が詠んだ辞世の句や家宝などは、前野家家老の前野清助が尾張国丹羽郡前野村の観音寺に持ち帰り、出家して常円と名乗って長康を弔ったという。
長康の血統は複数繋がっており、嫡男景定（長重）には男子1人女子1人がいたとされるが詳細は不明。娘の加弥は前野忠康に嫁ぎ、その末裔に讃岐前野氏、阿波前野氏などがいる。養女の於辰の方は関白豊臣秀次の側室となり「おつぎ」と称されて豊臣百丸を産んだ。この百丸は秀次の嫡男の扱いを受けていたが、於辰は長康の養女で実は山口重勝の娘なので、縁者にはあたるが血は繋がっていない。

## 武功夜話
昭和62年（1987年）に新人物往来社から刊行された『武功夜話』のうち、五宗記は長康の日記であり、従来の学説を根本的に覆す歴史的にみても非常に貴重な史料と一時は注目された。しかし、使用されている語彙の一部が現代人に容易にわかるものがあり、五宗記部分の信憑性は立証されていない。また、南窓庵記は前野宗康の日記で、宗康は『武功夜話』における長康の父である。

## 人物
冷静な性格で武勇に優れていたという。野武士として育ったという環境もあってか、小説などでは感情的で屈強な男として描かれることが多い。
長康は紺糸威の小札具足、頭形兜を着用し、二尺五寸の野太刀（孫六兼元とも）と片鎌鑓を愛用したという。馬術においてその才能を織田信長に認められており、駒右衛門という名を賜った。若い頃は木曽川に浮かぶ松倉城に身を寄せていたため、木曽川上において正勝・長康の右に出る者はいなかったという。兄が棒術に達者で、長康の右腕である前野清助・前野九郎兵衛兄弟がその弟子であったこともあり、長康も棒術に精通していたようである（逸話を参照）。鉄砲の才能もあり（逸話を参照）、織田信長がそれを聞きつけたために滝川一益鉄砲隊に入れられたともいう。

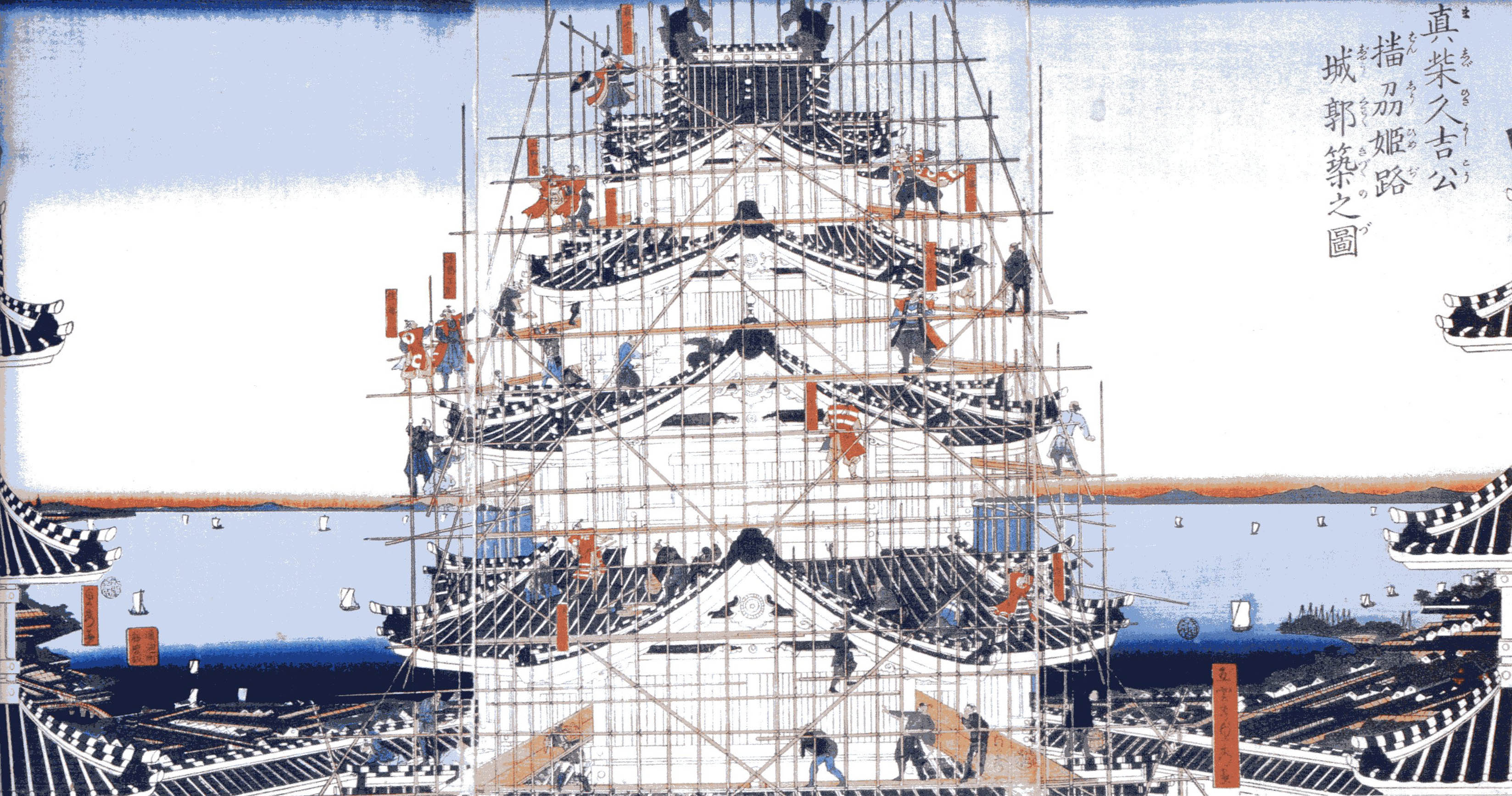
『真柴久吉公播州姫路城郭築之図』

築城の才能は特に秀でていて、墨俣城に始まり、聚楽第、姫路城、大坂城など、豊臣政権下での主要な築城に関わり、仙洞御所（京都新城か）などの邸宅や、方広寺大仏殿などの建築奉行を務めた。なお、慶長伏見地震が起きた際に方広寺の大仏が崩壊したことは有名だが、長康が奉行を務めた大仏殿は倒壊しなかったという。崩壊した大仏に変わる本尊に信濃善光寺如来を遷座させた。

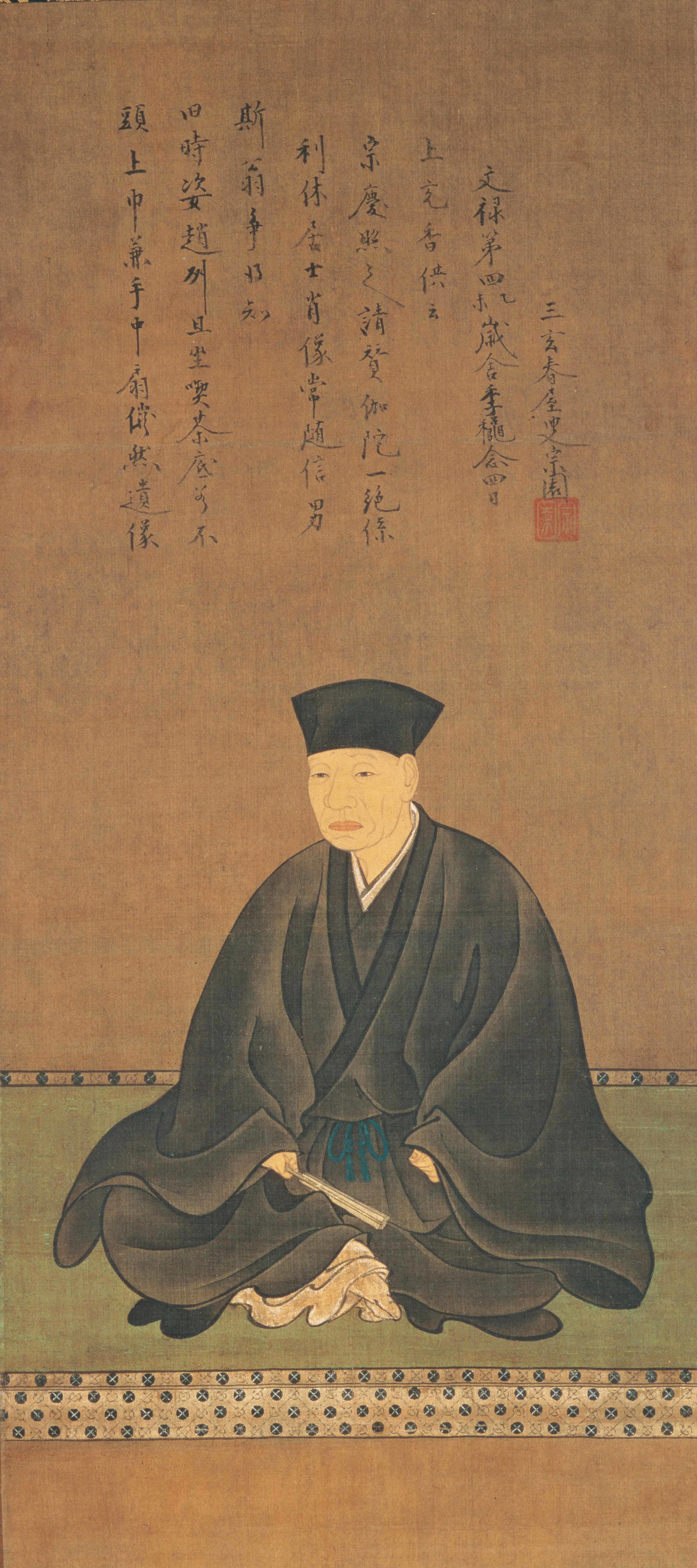
茶道における師となした千利休
（長谷川等伯画、春屋宗園賛）

羽柴秀長、細川藤孝、藤堂高虎、山内一豊、浅野長政、石田三成らをはじめとする武将や千利休などの文化人との交流も深く、利休を茶道における師となしていたという。しかし、利休の長康に対する茶釜詐欺事件があったという。また、キリシタン大名とも伝わる。キリシタン大名であることに対し秀吉から厳しい指摘はされなかったが、後に命令で改宗した。しかし家臣や一門衆の中には密かに信仰を続けた者もいたという。
代々尾張国守護代家の家老を務める格式高い家系に生まれたこともあって、野武士とはいえ文学や教養もある程度あったようである。実際、父の前野宗康も文学に精通していた。文学の中でも特に漢詩を好んで読んだとされ、長康の漢詩が複数伝わっている。
元亀2年（1571年）、佐和山落城の際、高潔な江州武者磯野員昌の武辺を惜しんで以下の詩を詠んだ。
| 起 | 北風凛烈片舟人 |
| 承 | 俯瞰舷下映孤城 |
| 転 | 西遙叡山覆白雪 |
| 結 | 可惜望春湖上関 |

また、『武功夜話』には以下の漢詩が記されている。
| 戊寅二月越但関向播州（戊寅二月但関を越へ播州に向う） | 戊寅二月越但関向播州（戊寅二月但関を越へ播州に向う） | 戊寅二月越但関向播州（戊寅二月但関を越へ播州に向う） | 戊寅二月越但関向播州（戊寅二月但関を越へ播州に向う） |
| ---------------------------------------------------- | ---------------------------------------------------- | ---------------------------------------------------- | ---------------------------------------------------- |
| 首 聯                                                | 疾風過峡図二郡                                       | 疾風過峡二郡を図る                                   |                                                      |
| 首 聯                                                | 馬蹄消磨無暇日                                       | 馬蹄消磨すれど暇日無し                               |                                                      |
| 頷 聯                                                | 眼看生野銀塊山                                       | 眼のあたりに看る生野銀塊の山                         |                                                      |
| 頷 聯                                                | 猶樹間之在蕗台                                       | 猶樹間に蕗台の在るごとし                             |                                                      |
| 頚 聯                                                | 征野遠来望但関                                       | 征野遠来但関を望めば                                 |                                                      |
| 頚 聯                                                | 万壑分水龍陀躍                                       | 万壑水を分け龍陀躍る                                 |                                                      |
| 尾 聯                                                | 悠々繋馬播州野                                       | 悠々馬を繋ぐ播州の野                                 |                                                      |
| 尾 聯                                                | 時払暗雲報明主                                       | 時に暗雲を払って明主に報いん                         |                                                      |

関白秀次の後見役だった時代に題名不詳の漢詩を読み、兄の孫にあたる吉田達禅が次のように大意を訳した。
| 題名不詳 | 題名不詳       | 題名不詳                         | 題名不詳                                                                             |
| -------- | -------------- | -------------------------------- | ------------------------------------------------------------------------------------ |
| 首 聯    | 千里生還意愈薄 | 千里生還しておもいいよいよ薄し   | 千里の彼方高麗から生還し帰国すれど、老い来り功名の望み無く、胸中栄達の願い薄れ、     |
| 首 聯    | 征衣不息令聚客 | 征衣息まざるに聚の客たらしむ     | 軍旅の甲衣を解く暇も相無き所、御召出され聚楽関白殿下の後見役を仰せつけられる。       |
| 頷 聯    | 停聴内野松籟含 | 内野に停まって松籟の含みを聴けば | 洛北内野千本屋敷に留まり、耳に入る来る松籟の声を聞けば、世上かしましく耳に入来たり、 |
| 頷 聯    | 東風寄香旧事梅 | 東風旧事の梅の香を寄す           | 庭前にたたずみ沈思すれば、東風に乗る北野天神の梅の香りが旧年の想いを伝えて寄り来る。 |
| 頚 聯    | 蓬州駈馬壯心夢 | 蓬州馬を駈くる壯心の夢           | 雄心を抱き尾州を罷り立ち、太閤殿下旗下に参じたわれ小壯の頃の想いが過り、             |
| 頚 聯    | 忽消魂双鬢霜   | 忽ち魂を消す双鬢の霜             | 往昔を偲ぶも頭の白髪を撫し、諸々の想いも忽ちにして消え去り、心も寒々と成るなり。     |
| 尾 聯    | 浮世一期会蘇川 | 浮世一期蘇川の会                 | 人世五十年得難き御方に巡り会い、木曽の大河に船を浮かべ盟約もさながら夢の様に浮かび、 |
| 尾 聯    | 自笑応断孚佑可 | 自ら笑って応ずるに孚佑を断つべし | 六十余歳生きて老い朽ち果てた今日、世継争いは御免だ、関白でも若君でも何れでもよい。   |

## 逸話
- 永禄7年（1564年）5月、鵜沼城・伊木山城での大勝につき、信長はその日のうちに伊木山を訪れ、長康・正勝は伊木忠次の忠節を言上した。信長は報告に満足し、北に因幡山（稲葉山、現金華山）、南に小牧山の見える伊木山からの眺めに見入っている際に長康は信長の饗応の準備を進めた。伊木忠次が名物の山芋を信長に勧めると、忠次・長康・正勝らが準備を進めていた料理を饗応した。この姿を見た信長は、長康・正勝両名を「芋掘り侍」と呼んで大いに場を盛り上げたという。
- 長康と蜂須賀正勝の二人は鉄砲を好んでいたという。あるとき、童を南窓庵（前野村八屋敷の一角）に集め、土居の下の大きな樫の木を目がけ火縄銃を打つところを見せて遊んでいたという。このときも長康や正勝の鉄砲はよく命中したという。また、この樫の木は前野村八屋敷を象徴するもので、長康や兄の小坂雄吉、前野清助・九郎兵衛の使用した棍棒は、この樫の木と鉄幹を組み合わせたものだったという。

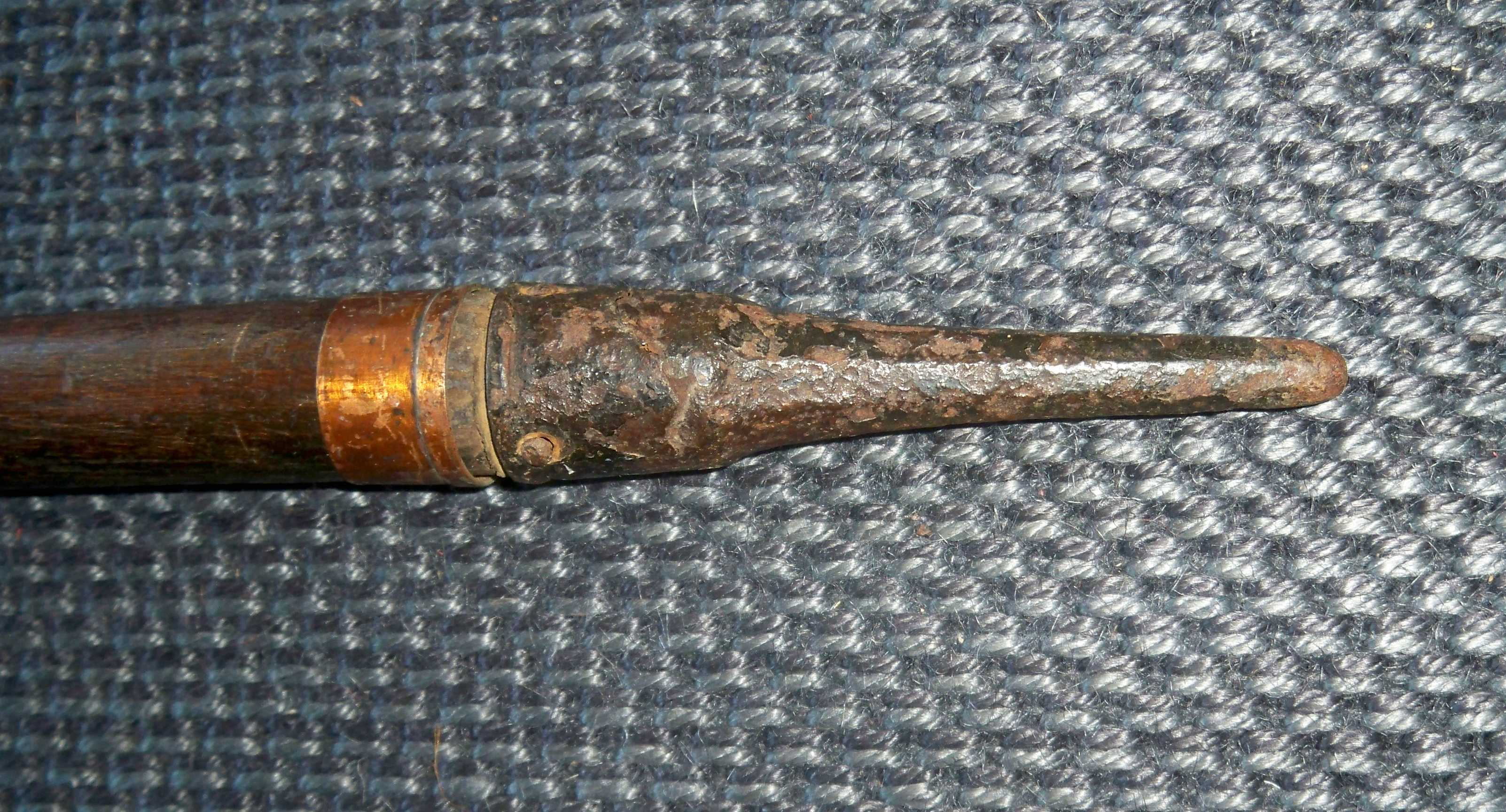
日本の槍の石突き（穂先とは反対の部分）の例

- 日本の槍の石突き（穂先とは反対の部分）の例元亀元年（1570年）、金ヶ崎にて朝倉軍との戦闘の際、五尺の大太刀を使う強者（朝倉某）と戦っている中、長康愛用の片鎌鑓がへし折れ、追い詰められてしまった。しかし長康は、へし折れた九尺の片鎌鑓の石突き（鑓の穂とは反対の尾端の部分）で前後の敵を叩き伏せたという。長康は棍棒を使う前野九郎兵衛と落ち合い、この隙に太刀を抜き、再び戦ったという。

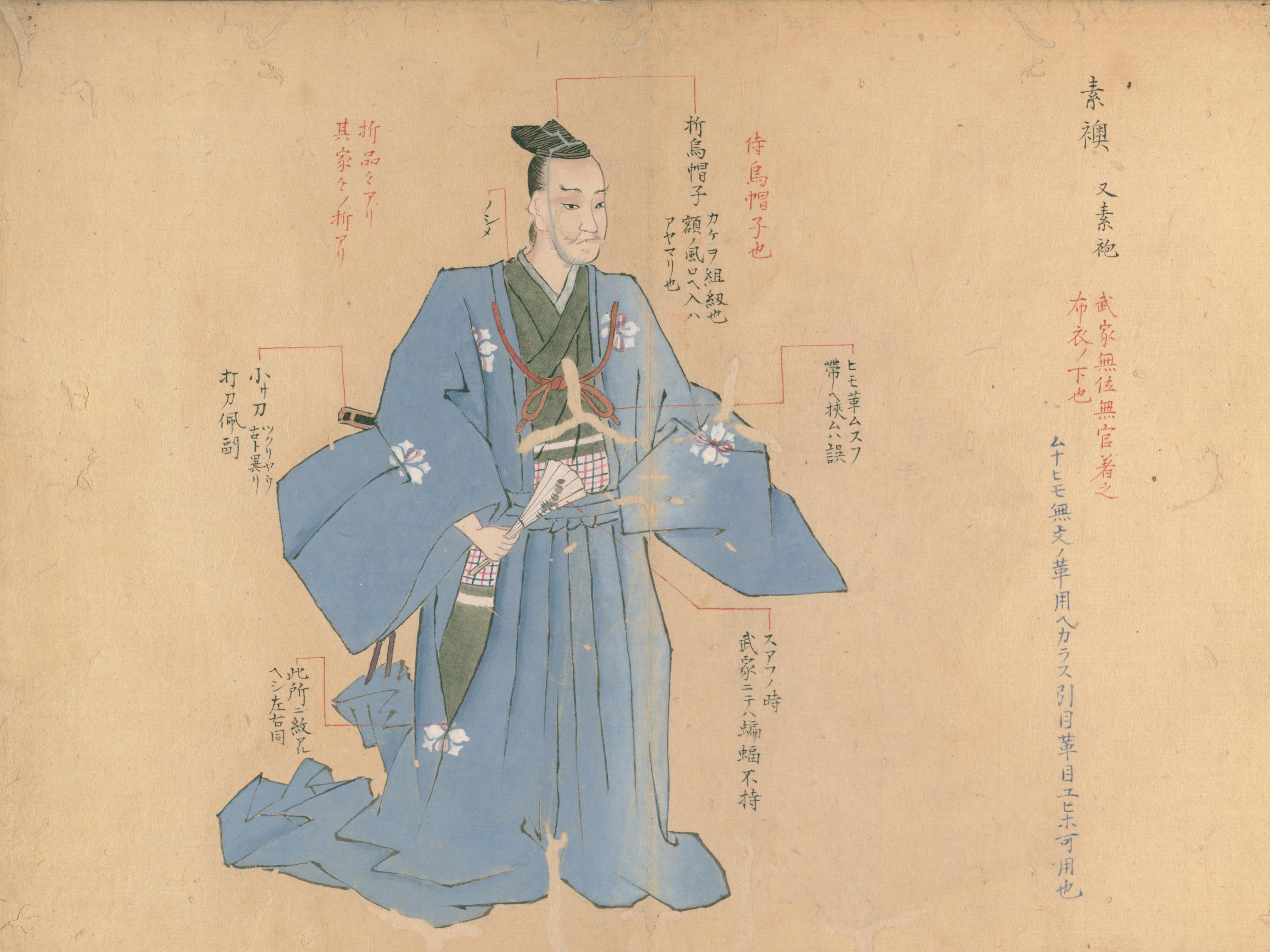
「素襖」の例

- 「素襖」の例天正16年（1588年）4月14日の後陽成天皇聚楽第行幸の際、長康は饗応役として行列の先導を務め、烏帽子に素襖袴立の出で立ちで「今日行幸の御先導に罷り越し候臣、前野但馬守、誠に恭悦至極に存知奉る、恐れ多くも某主命により御案内先駆承る者にて候。某は尾州丹羽郡前野村に出生仕る前野將右衛門とて下賤の輩にて候。遠き先祖は平治の昔、京の都、西の洞院御所守護仕る、後白河院に御奉仕仕る瀧口入道宗安の末孫にて候。太閤殿下の旗下に参じ、御恩顧を蒙り候いて、ただ今、但馬国出石の城を預かりおり候。本日の栄誉子々孫々、末代まで伝えん、然ればこの大役、越度なく相勤め参らせん、下賤の身、雲閣の儀、心得申さず、宜しくお引廻しなされ下さる様、お願い申し奉る。」という口上を唱えたと伝わる。

## 系譜
（通説による）
- 父：坪内藤七郎勝定（ただし勝定とは僅か12歳差である）
- 母：前野小次郎長義娘、あるいは生駒右近娘？
- 室：不詳

（武功夜話による）
- 父：前野右京介宗康
- 母：妙善（小坂源九郎吉俊娘）
- 室：坪内藤七郎勝定娘
  - 女子：刀弥
  - 女子：加弥（前野兵庫助忠康（舞兵庫）室）
  - 養子：前野兵庫助忠康（舞兵庫、秀次事件後石田三成次席家老）
    - 男子：前野三七郎（初陣関ヶ原にて戦死）
    - 男子：前野助七郎
    - 女子：台（於台の方、前野助左衛門自性室）

  - 男子：前野出雲守長重（坪内景定）（正室は細川忠興長女・於蝶/御長）
    - 男子：不詳
    - 女子：不詳

  - 養女：辰（於辰の方、露彩花光大禅定尼、豊臣秀次側室、実は山口重勝の娘）
    - 男子：豊臣百丸

## 登場作品
書籍
- 遠藤周作『男の一生』日本経済新聞社、1991年。 - 上・下巻。主人公が長康。
- 火坂雅志『男たちの渇き』（文春文庫『壮心の夢』収録 1999年） - 主人公が長康。
- 倉橋寛『乱雁』風媒社、2018年。ISBN 9784833120975。 - 主人公が長康。
- 加藤廣『信長の棺』文藝春秋、2005年。 - 言及のみ。長康が秀吉の命令で織田信長を京都の地下に閉じ込めたことになっている[注 4]。

NHK大河ドラマ
- 秀吉（1996年） - 演：長江英和
- 利家とまつ〜加賀百万石物語〜（2002年） - 演：正希光
- 功名が辻（2006年） - 演：石倉三郎

民放ドラマ
- 天下を獲った男 豊臣秀吉（1993年、TBS） - 演：宮沢風太郎